# Республиканский театр юного зрителя Узбекистана

## История театра
Государственный театр юного зрителя был создан 25 мая 1929 года в Ташкенте. Организаторы — Семен Этьен, Нурхан Ишмухамедов и Афандихон Исмоилов, режиссёр Ятим Бабаджанов и художник Шоназар Шорахимов. В состав молодого театра входили Д.Таджиев, М.Джураев, Н.Алиева, А.Адылов, К.Мавлянова, Ш.Тамкин, С.Тилля, Т.Ахмедов и другие.
Репертуар первых лет вбирал в себя такие спектакли как «Кровь и вода» Л.Сейфуллиной, «Пятеро» С.Щербакова, «Дитя борьбы» И.Акрома, «Освобождение» А.Исмаилов.
В конце 30-х годов коллектив театра пополняется выпускниками Ташкентского театрального техникума, такими как Н.Достходжаев, Т.Туляходжаев, У.Рахманов, А.Талипов, Т.Сачакова, С.Боязитова, М.Хамидова, М.Юлдашева, Ю.Агзамов, и другие. Главным режиссёром назначается Д.Абидов, художником Б. В. Челли.
В репертуаре театра наряду со спектаклями «Месяц» К.Хашимова, «Кинжал Тахира» Э.Хамраева, «Камень раскройся» Ш.Сагдуллы. идут постановки, как «Белеет парус одинокий» В.Катаева, «Ревизор» Гоголя, «Лекарь по неволе» Ж. Б. Мольера и другие.
В 40-е годы на сцене театра осуществляются патриотические постановки такие, как «Наш боец» Ш.Сагдуллы, «Верность» И.Ахмедова, «Родина зовет» Хамида Гуляма, «Семург» Зульфии и С.Сомовой по одноимённой поэме Х.Алимжана.
В это время в театре работают режиссёры И. Радун, А.Турдыев, Н.Ладыгин, В.Ванченко, художники — Х.Икрамов, И.Вальденберг, Л.Ушаков, П.Сантюрин, А.Чернов. Труппа пополняется такими замечательными актёрами как К.Хонкельдиев, Х.Исматуллаев, В.Кадыров, Б.Нурмухамедов и другими.
Репертуар театра 50-60-х г.г. связан в основном со сказочной драматургией. Такие сказками как «Айгуль и Бахтияр» А.Бабаджана, «Таинственный сундук» И.Ахмедова и А.Талипова, «Тыковка и хлопковая коробочка», «Приключения мальчика Ириски» П.Мумина, «Сила в труде» И.Ахмедова.
В 1958 году за спектакли «Абдулла Набиев» и «Кто виноват?» показанных в рамках фестиваля театров юного зрителя коллектив узбекского ТЮЗа был награждён дипломом II степени.
В 70-80 годах в труппу театра влились молодые актёры Х.Сагдиев, Л.Сагдуллаев, Г.Сагдуллаева, Б.Нишанов, И.Абдуллаев, А.Джурабаев и многие другие. Слава спектакля «Озорник» этого времени до сих пор на устах народа.
В 90-годы на региональном фестивале театров Республик Средней Азии спектакли «Адашганлар» Т.Мухиддина и «Эски жува гаврошлари» Ш.Башбекова завоевывают диплом II степени.
С обретением независимости, творческая деятельность узбекского ТЮЗа связана с режиссёром Олимжоном Салимовым, назначенным в 1993 году художественным руководителем. Ему удалось привить абсолютно новые современные формы средств сценического выражения и первым вывести театр на мировую театральную арену. Его спектакли «Там где плачут кони», «Летающий доктор», «Боз масхарабоз», «Легко ли быть адвокатом?», «Журавлиные перья», «Король Олень», «PIC-NIC», «Дискотека» стали своеобразной визитной карточкой театра. Большинство из них завоевало высокие награды и призы в программах престижных Международных театральных фестивалей в Германии, Египте, Таджикистане, Казахстане, Киргизстане.
Он привлек в театр молодых прогрессивных режиссёров и художников, спектакли театра были созвучны поискам современного мирового театра. За последние шестнадцать лет приглашённые им режиссёры В.Умаров, А.Ходжакулиев, Б.Абдураззаков (Таджикистан), Д.Махмудов, Х.Махмудова, Г.Наджидова, Т.Исроилов, А.Кудрявцев, А.Гамиров, А.Алтынбеков (Казахстан), сценографы Ш.Абдумаликов, Н.Глубокина, Б.Амансихетов (Туркменистан), Ф.Газизова, М.Иванян, Т.Фадеева, М.Сошина, Е.Бисерова, композиторы А.Эргашев и Б.Закиров осуществившими неординарные, яркие спектакли, рассчитанные на все возрастные категории зрителей, среди которых «Кошка, которая гуляла сама по себе», «1001 ночь», «Влюблённый Гариб», «Алпамиш», «Щелкунчик», «Озорник», «Прощай детство», «Добрый человек из Сычуана», «Деревянная кукла», «Снежная королева», «Четыре близнеца».

## Награды
- Орден «Знак Почёта» (11 декабря 1980 года) — за заслуги в развитии советского театрального искусства[1].